# Siboglinidae
Siboglinidae é uma família de anelídeos tubulares e vermiformes que dependem de  bactérias simbiontes quimioautotróficos para a sua nutrição. Esta família pertencente à subordem Sabellida da classe Polychaeta (poliquetas).
Quatro clados dentro da família Siboglinidae são reconhecidos: Frenulata, Vestimentifera e Sclerolinum (Monolifera) e o recente descoberto Osedax. O táxon inclui atualmente os organismos anteriormente conhecidos como Pogonophora.
Alguns espécimes formam grandes comunidades em fontes hidrotermais, enquanto que outros são menores e encontrados em associação à sedimentos reduzidos, como emanações frias de metano ou detritos submersos de plantas terrestres. Além disso, também podem habitar ossos de baleias, se alimentando de modo saprófago.
Os primeiros organismos desta família, que agrupa cerca de 100 espécies extantes validamente descritas, foram descobertos no ano 1900, quando foram encontrados alguns exemplares entre os dragados obtidos a grandes profundidades na costa da Indonésia pelo navio oceanográfico holandês Siboga.

## Caracterização
Siboglinidae são vermes marinhos sésseis, residentes de tubos quitinosos de sua própria secreção, que dependem de bactérias endossimbiontes para a sua nutrição. Os espécimes desta família são caracterizados como os primeiros poliquetas que não apresentam um intestino, como pode ser observado no seu holótipo Riftia pachyptila Jones, 1981. Apresentam distribuição natural nos fundos marinhos das regiões tropicais e subtropicais, geralmente à profundidades superiores de 200 metros. Esta circunstância, adicionada à sua extrema fragilidade dificulta o seu estudo.
Dentre os clados desta família, os Frenulata são vermes tubulares geralmente longos e esguios, habitantes de sedimentos barrentos, incluindo fiordes, encostas continentais e fossas oceânica. Os Vestimentifara são geralmente maiores e podem ser encontrados em fontes hidrotermais e emanações frias, podendo formar grandes comunidades. Os Monolifera ou Sclerolinum são vermes esguios encontrados em madeira em estado de decomposição, sedimentos sulfúricos ou vulcões de lama. Por fim, os Osedax, são vermes recém descobertos que habitam e se alimentam de ossos de grandes vertebrados, como baleias.
Enquanto que os primeiros três grupos são hospedeiros de gammaproteobacteria quimioautotróficas endossimbiontes, e dependem de seu metabolismo como fonte nutritiva, os Osedax digerem ossos com o auxílio de gammaproteobacteria heterotróficas simbióticas. Uma das principais características do grupo é a ausência de boca e de tubo digestivo, o que faz com que, na realidade estes organismos se alimentam graças ao mutualismo com bactérias quimioautotróficas de enxofre. Estas bactérias oxidam sulfeto de hidrogênio, proporcionando energia para o metabolismo do hospedeiro. As bactérias estão presentes no trofossoma, um órgão derivado da região média do tubo digestivo do embrião (o resto do tubo digestivo perde-se quando o animal atinge a maturidade). Devido a esta dependência aos compostos de enxofre, estes animais necessitam viver em zonas ricas em sulfeto de hidrogênio, como próximos a fontes hidrotermais, ambientes considerados desfavoráveis para quase todos os seres vivos.

## Morfologia
Com exceção dos Osedax, os caracteres anatômicos são relativamente constantes entre todas as espécies desta família, o que inclui um tubo quitinoso, de sua própria secreção, com função protetora e de suporte. O seu corpo pode ser dividido em quatro regiões: anterior; diafragma; tronco, onde se encontram gônadas e trofossoma; e opistossoma, mais posterior. Estes animais não apresentam intestino na fase adulta, nem boca, nem ânus, apresentando uma habilidade alimentar não convencional
Estes organismos também apresentam apêndices anteriores como tentáculos ou filamentos branquiais. Estes tentáculos também podem funcionar como brânquias, ou como órgãos sensoriais, uma vez que são inervados pelos nervos do cérebro intraepidêrmico, e apresentam algumas células sensoriais. No tronco destes animais, se encontra o trofossoma, um tecido que se localiza entre os vasos longitudinais ventral e dorsal. Sua função é hospedar as bactérias simbiontes que fixam carbono, ao utilizarem oxigênio e compostos reduzidos de enxofre como fonte de energia. Já o nitrogênio requisitado para a simbiose é adquirido a partir do nitrato absorvido pelo hospedeiro, que é reduzido à amônia pelas bactérias, originando aminoácidos que são transferidos para os hospedeiros. Outra peculiaridade do trofossoma é sua capacidade de acumular metais, podendo adquirir uma coloração castanha ou verde escura em animais mais velhos.
Já os caracteres típicos de anelídeos são encontrados na seção posterior destes animais, denominada opistossoma. O opistossoma, segmento comum aos Frenulata, Vestimentifera e Monolifera é uma estrutura dividida em septos com segmentação no celoma. Nele se encontram estruturas compartilhadas como musculatura em septos, cerdas quitinosas segmentalmente arranjadas, gânglios e vasos sanguíneos, que transportam oxigênio, sulfeto e dióxido de carbono.
Estes animais secretam a própria estrutura tubular quitinosa na qual se abrigam. Essa quitina secretada, a β-quitina é um composto presentes nas cerdas de anelídios, mas fora isso, é muito incomum no reino animal. Além disso, não existem exemplos conhecidos de anelídios que utilizam quitina como material na construção de tubos.
Seus vasos sanguíneos, assim como nos outros anelídeos, são divididos entre vasos dorsais e ventrais. Os vasos dorsais são contráteis, especialmente na região do coração, e seu fluxo sanguíneo se direciona para a região das brânquias, onde se revertem para a região ventral. Posteriormente, na região do opistossoma, os vasos ventral e dorsal se conectam por vasos em septos. Uma característica marcante do sangue dos Sibioglinidae é hemoglobina extracelular, que nos Frenulata, é capaz de se ligar simultaneamente ao oxigênio e sulfeto, fornecendo um mecanismo muito efetivo para satisfazer a grande demanda de ambos os gases para o metabolismo simbiótico.
A anatomia interna destes animais segue o seguinte padrão:
- Parede do corpo: formada por uma epiderme monoestratificada que contém muitas células do tipo glandular. Inclui o sistema nervoso intraepidérmico e músculos longitudinais que permitem que o animal se recolha por retração no seu tubo;
- Cavidades celomáticas: existem diversas cavidades celomáticas distribuídas pelas diferentes zonas do corpo:
  - Região tentacular: nos Frenulata existe únicamente uma cavidade celomática da que partem ramos para os tentáculos, mas nos Vertimentifera existem duas cavidades que se ramificam para os tentáculos e para o obturáculo;
  - Região anterior: existem duas cavidades em ambos os grupos, ainda que esteja mais desenvolvida nos Frenulata que entre os Vestimentifera;
  - Região media: duas cavidades celomáticas em ambos os grupos;
  - Região posterior: nos Frenulata existe apenas uma cavidade por segmento, enquanto que nos Vestimentifera existem duas cavidades por segmento.

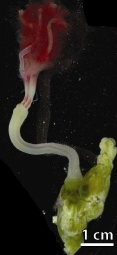
Exemplo de espécime de Osedax rubiplumus

##### Frenulata
A sua região anterior inclui um lobo cefálico e tentáculos dorsais, que podem variar de um único tentáculo a mais de 200. Sua extremidade anterior pode se dobrar em algumas espécies, de forma a proteger o seu tubo aberto de predadores e parasitas. Na base dos seus tentáculos se encontra uma estrutura cuticular, formada por sulcos, denominada de frênulo. O seu tronco é muito longo, com a região do trofossoma na sua seção posterior, assim como é observado na morfologia dos Sclerolinum. O seu tronco apresenta diversos cílios na região dorso-anterior, e também é rico em papilas, que variam de tamanho e estrutura em diferentes regiões do tronco. No meio deste tronco estão presentes numerosas cerdas.

##### Sclerolinum(Monolifera)
Assim como nos Frenulata, a sua região anterior inclui um lobo cefálico e tentáculos dorsais, geralmente dois. Esta região é muito muscular e apresenta glândulas secretoras de tubo  Na base destes tentáculos, está presente um anel de papilas, e uma banda de cílios ventrais. Assim como nos Frenulata, o seu tronco longo contêm o trofosssoma na seção posterior. O seu tronco também é rico em papilas, e em algumas espécies, apresenta cerdas logo anterior ao opistossoma.

##### Vestimentifera
A sua região anterior é denominada obturáculo, e funciona como um opérculo que se fecha quando o animal se refugia, e suporta uma grande pluma branquial. Sua segunda região corporal, denominada vestimento, é muito muscular, e é caracterizada por duas dobras dorsolaterais contendo um conjunto de cílios na região ventral.  Estes sulcos formados pelas dobras são o espaço no qual os gonóporos se abrem posteriormente. Na parte externa dessas dobras estão presentes placas cuticulares, com aberturas para numerosas glândulas secretoras de tubo. Posteriormente, o trofossoma se estende por toda a região do tronco, que é rico em papilas, e diferente dos outros grupos, não apresenta cerdas na fase adulta.
A sua nutrição primária provém dos fluidos ricos em sulfuretos emanados das fontes hidrotermais onde vivem. Os sulfuretos são metabolizados por bactérias simbióticas que oxidam o sulfureto de hidrogénio ou metano, vivendo num órgão interno, o trofossoma. Uma grama de tecido trofossoma pode conter mil milhões de bactérias. A origem desta relação simbiótica é atualmente desconhecida. As bactérias parecem colonizar as larvas do animal hospedeiro após se estabelecerem numa superfície, penetrando nelas através da pele. Este método de entrada, conhecido como transmissão horizontal, significa que cada organismo pode ter diferentes espécies de bactérias a ajudar nesta simbiose. No entanto, todas estas bactérias desempenham papéis semelhantes na sustentação dos vestimentíferos. Os endossimbiontes possuem uma grande variedade de genes metabólicos, o que lhes pode permitir alternar entre métodos autotróficos e heterotróficos de aquisição de nutrientes. Quando o hospedeiro morre, as bactérias são libertadas e regressam à população livre na água do mar. A descoberta das fontes hidrotermais no Oceano Pacífico oriental foi rapidamente seguida pela descoberta e descrição de novas espécies de vermes tubulares vestimentíferos. Estes vermes tubulares são um dos organismos mais dominantes associados às fontes hidrotermais do Oceano Pacífico. Os vermes tubulares ancoram-se ao substrato da infiltração de hidrocarbonetos por raízes localizadas na porção basal dos seus corpos. Raízes intactas de vermes tubulares têm-se mostrado muito difíceis de obter para estudo, pois são extremamente delicadas e frequentemente quebram quando um verme tubular é removido de regiões de fontes hipotermais. Não se sabe ao certo durante quanto tempo podem crescer as raízes dos vermes tubulares, mas foram recuperadas raízes com mais de 30 m.
Uma única agregação de vermes tubulares pode conter milhares de indivíduos, e as raízes produzidas por cada verme tubular podem ficar emaranhadas com as raízes dos vermes tubulares vizinhos.
Estas camadas de raízes, conhecidas como "cordas", percorrem os tubos dos vermes tubulares mortos e atravessam buracos nas rochas. O diâmetro e a espessura da parede das raízes dos vermes tubulares não parecem alterar-se com a distância da porção do tronco do corpo do verme tubular.
Tal como a porção do tronco, as raízes dos vermes tubulares vestimentíferos são compostas por cristais de quitina, que suportam e protegem o verme tubular da predação e dos stresses ambientais. Os vermes tubulares constroem a estrutura externa de quitina através da secreção de quitina por glândulas especializadas localizadas nas suas paredes corporais.

##### Osedax
A morfologia deste grupo é muito distinta das outras linhagens. Seus espécimes apresentam um dimorfismo sexual bem marcado, com os machos microscópicos, similares a larvas de outros Siboglinidae. Já as fêmeas apresentam um tubo mucoso transparente que protege o tronco. A parte posterior do tronco alcança os ossos nos quais este organismo vive, e forma um complexo sistema de “raízes” na quais vivem bactérias endossimbióticas. Apesar dos machos apresentarem cerdas na região posterior do corpo, as fêmeas não apresentam opistossoma, tornando a sua afinidade morfológica com os anelídeos difícil de ser reconhecida.

## Diversidade
Aproximadamente, 180 espécies de Siboglinidae foram descritas, sendo reconhecidas quatro principais linhagens: Vestimentifera, Frenulata, Sclerolinum (Monolifera) e Osedax. Dentre estas linhagens, os Frenulata são os mais diversos, com 141 espécies nominais, contrastando com os Vestimentafira, com 18, Sclerolinum, seis, e Osedax, cinco. Entretanto estes números devem estar subestimados, devido as dificuldades técnicas de coleta destes espécimes.
O grupo mais rico em espécies dos Sibiglinidae são os Frenulata, que por estarem na região mais basal do cladograma, provavelmente representam o simbionte mais comum das profundezas oceânicas. Apesar de sua riqueza e ampla distribuição em sedimentos marinhos mundiais, é o grupo menos estudado, já que são muitas vezes ignorados em amostras bentônicas, e mal preservados para avaliações taxonômicas adequadas.
Nas altas latitudes do oceâno atlântico, como no Mar Nórdico, os Frenulata e Monolifera constituem a megafauna quimiossimbionte dominante, podendo ser os únicos representantes da megafauna quimiossimbionte em latidudes ainda maiores. Isto significa que no extremo norte ártico, os frenulata são os principais engenheiros do ecossistema, alterando as propriedades químicas e geológicas dos sedimentos, promovendo a transferência de energia trófica, e determinando nichos e habitats. Estes animais também são abundantemente observados no oceano pacífico e recentemente sendo identificados mais espécimes no atlântico.
Vestimentifera é o clado com os membros mais bem conhecidos, e dominam a fontes hidrotermais e emanações frias do pacífico oriental e Golfo do México. Eles são relativamente fáceis de serem coletados, por conta de seu tamanho, e o fato de ocorrerem em amontoados.
Osedax, um gênero  recentemente descoberto, vêm se mostrando bem mais diverso e geograficamente bem distribuído do que era pressuposto. As primeiras duas espécies deste gênero a serem descobertas, em 2004, foram encontradas em carcassas de ossos de baleias, na profundidade de cerca de 3 mil metros na Baía de Monterey, California. Posteriormente, três novas espécies foram descritas em profundidades entre 30 e 3 mil metros no oceano atlântico e pacífico.

## Taxonomia e filogenia
A família Siboglinidae é atualmente reconhecida como um grupo monofilético, composto por quatro clados: Frenulata, Vestimentifera e Monolifera. e Osedax. Este grupo está incluso dentro do filo Annelida Mais especificamente no clado Sedentaria, incluso nos poliquetas, sendo a sua posição ainda indefinida dentro deste grupo, apesar de muitos estudos indicarem sua inclusão na subordem Sabellida.
A discussão da posição filogenética dos Siboglinidae é descrita como “um dos mais fascinantes contos da história da sistemática”. Uma vez que seus adultos não apresentam boca e um intestino funcional, era incerto se o seu cordão nervoso era dorsal como nos deuterostômios, ou ventral como os protostômios. Posteriormente, com o conhecimento do seu desenvolvimento larval com boca e intestino, ficou claro que seu cordão nervoso é ventral. A hipótese de seu pertencimento aos anelídeos, atualmente aceita, se desenvolveu gradualmente após a descoberta de seu opistossoma multisegmentado em septos, e cerdas serialmente arranjadas. Enfim, análises cladísticas tanto moleculares quanto morfológicas indicam que os Siboglinidae são anelídeos. Dentre os dados moleculares, estão o fator de elongação 1α, a unidade I da citocromo c oxidase, hemoglobina, 8S e 28S rRNA, análises multigenéticas, genes mitocondriais, e dados filogenômicos.
Enquanto que os dados morfológicos e moleculares claramente suportam o posicionamento de Siboglinidae dentro de Annelida, a sua posição filogenética exata dentro deste filo ainda é incerta,. apesar de muitos estudos indicarem sua inclusão na subordem Sabellida. Análises cladísticas morfológicas indicam que Siboglinidae está inserido na ordem Sabellida, junto com as famílias Fabriciidae, Sabellidae, Serpulidae and Sabellariidae, sendo a família Oweniidae irmã deste clado Em contraposição, análises moleculares com 18S e 28S rRNA, indicam que a família Siboglinidae é irmã de Oweniidae, compondo um clado externo à ordem Sabellida. Dentre os caracteres morfológicos que suportam, de forma não ambígua, este clado, estão cerdas emergindo da parede corporal nos segmentos posteriores, e a presença de um cordão nervoso intraepidérmico. Outras análises colocam Siboglinidae como grupo irmão das famílias Spionidae/Fabriciidae/Sabellidae/Serpulidae/Sabellariidae ou Oweniidae. Em desacordo com estas filogenias que indicam uma proximidade com Sabellida, vários estudos morfológicos e moleculares sugerem que Siboglinidae seja um grupo irmão de Clitellata. Entretanto, é provável que muitos caracteres utilizados como evidências sejam simplesiomorfias, e não sinapomorfias unindo estes grupos. Em uma reconstrução recente dos anelídeos, utilizando dados moleculares da posição de mais de 40 mil aminoácidos derivados de 231 genes, a família Siboglinidae foi firmemente colocada dentro de Sedentaria, sendo ainda incerta a sua posição exata dentro do grupo.
Quanto a sua taxonomia interna, os dados morfológicos e moleculares atuais indicam que a família Siboglinidae é composta por quatro clados monofiléticos, Vestimentifera, Sclerolinium, Frenulata  e Osedax, sendo Vestimentifara e Sclerolinium grupos irmãos. Estudos moleculares recentes indicaram que Osedax é irmão de Frenulata, e não de Vestimentifera+Sclerolinium, como em relatos prévios. Em contrapartida, em uma filogenia recente, é proposto que Osedax é grupo irmão de Vestimentifera+Sclerolinium, como na filogonia tradicional. Esta filogenia interna está representada abaixo:
|  | Frenulata |
|  |           |

|  | Osedax                                                                      |
|  |                                                                             |
|  | \| \| Sclerolinum (Monilifera) \| \| \| \| \| \| Vestimentifera \| \| \| \| |
|  |                                                                             |
|  | Sclerolinum (Monilifera)                                                    |
|  |                                                                             |
|  | Vestimentifera                                                              |
|  |                                                                             |

|  | Sclerolinum (Monilifera) |
|  |                          |
|  | Vestimentifera           |
|  |                          |

|  | Frenulata |
|  |           |

|  | Osedax                                                                      |
|  |                                                                             |
|  | \| \| Sclerolinum (Monilifera) \| \| \| \| \| \| Vestimentifera \| \| \| \| |
|  |                                                                             |
|  | Sclerolinum (Monilifera)                                                    |
|  |                                                                             |
|  | Vestimentifera                                                              |
|  |                                                                             |

|  | Sclerolinum (Monilifera) |
|  |                          |
|  | Vestimentifera           |
|  |                          |

Com base na atual classificação, são os seguintes os gêneros incluídos na família Siboglinidae:
- Incertae sedis
  - Osedax
- Molinifera
  - Sclerolinum[19]
- Frenulata[19]

- - Birsteinia
  - Bobmarleya[20]
  - Choanophorus
  - Crassibrachia
  - Cyclobrachia
  - Diplobrachia
  - Galathealinum
  - Heptobrachia
  - Lamellisabella
  - Nereilinum
  - Oligobrachia
  - Paraescarpia[21]
  - Polybrachia
  - Siboglinoides
  - Siboglinum
  - Siphonobrachia
  - Spirobrachia
  - Unibrachium
  - Volvobrachia
  - Zenkevitchiana

- Vestimentifera[19]

- - Alaysia
  - Arcovesia
  - Escarpia
  - Lamellibrachia
  - Oasisia
  - Ridgeia
  - Riftia
  - Tevnia